# Seasons Greetings from Less Than Jake
Seasons Greetings from Less Than Jake è un EP del gruppo musicale statunitense Less Than Jake, pubblicato nel 2012.

## Tracce
1. The New Auld Lang Syne - 3:34
2. Younger Lungs - 3:11
3. A Return to Headphones - 2:48
4. Done and Dusted - 3:12
5. Finer Points of Forgiveness - 2:35

## Formazione
- Chris Demakes - voce, chitarra
- Roger Manganelli - voce, basso
- Peter "JR" Wasilewski - sassofono, voce
- Buddy Schaub - trombone
- Vinnie Fiorello - batteria